# Oleguer Pujol i Ferrusola
Oleguer Pujol i Ferrusola (Barcelona, 28 de juny de 1972) és un empresari immobiliari català. Llicenciat d'ESADE, s'ha dedicat als negocis immobiliaris i gestiona Drago Capital, una plataforma d'inversió immobiliària d'Espanya i Portugal. El juliol de 2014 la Fiscalia Anticorrupció obrí una investigació a Oleguer Pujol per un presumpte delicte de blanqueig de diners. Es va veure embolicat en els papers de Panamà pels seus tripijocs en l'evasió d'impostos.